# Guam ai Giochi della XXIX Olimpiade
Guam ha partecipato ai Giochi della XXIX Olimpiade di Pechino, svoltisi dall'8 al 24 agosto 2008, con una delegazione di 6 atleti.

## Atletica leggera
| Gara            | Atleta        | Batterie | Batterie | Quarti  | Quarti | Semifinali | Semifinali | Finale | Finale |
| Gara            | Atleta        | Tempo    | Pos.     | Tempo   | Pos.   | Tempo      | Pos.       | Tempo  | Pos.   |
| --------------- | ------------- | -------- | -------- | ------- | ------ | ---------- | ---------- | ------ | ------ |
| 800 m maschili  | Derek Mandell |          |          | 1'57"48 | 8      |            |            |        |        |
| 100 m femminili | Cora Alicto   | 13"31    | 7        |         |        |            |            |        |        |

## Canoa/kayak
| Gara      | Atleta          | Batterie | Batterie | Semifinali | Semifinali | Finale | Finale |
| Gara      | Atleta          | Tempo    | Pos.     | Tempo      | Pos.       | Tempo  | Pos.   |
| --------- | --------------- | -------- | -------- | ---------- | ---------- | ------ | ------ |
| C1 500 m  | Sean Pangelinan | 2'12"696 | 7        | 2'17"940   | 9          |        |        |
| C1 1000 m | Sean Pangelinan | 4'49"284 | 8        |            |            |        |        |

## Judo
| Gara    | Atleta           | Tabellone principale                | Tabellone principale | Tabellone principale | Tabellone principale | Tabellone principale | Ripescaggi                               | Ripescaggi | Ripescaggi | Ripescaggi |  |
| Gara    | Atleta           | Sedicesimi                          | Ottavi               | Quarti               | Semifinali           | Finale               | 1º turno                                 | Quarti     | Semifinali | Finale     |  |
| ------- | ---------------- | ----------------------------------- | -------------------- | -------------------- | -------------------- | -------------------- | ---------------------------------------- | ---------- | ---------- | ---------- |  |
| +100 kg | Ricardo Blas Jr. | Lasha Gujejiani (Georgia) 0001-0200 |                      |                      |                      |                      | Daniel McCormick (Stati Uniti) 0010-0100 |            |            |            |  |

## Lotta
| Gara  | Atleta     | Tabellone principale             | Tabellone principale | Tabellone principale | Tabellone principale | Tabellone principale | Ripescaggi | Ripescaggi | Ripescaggi |
| Gara  | Atleta     | Ottavi                           | Quarti               | Semifinali           | Finale               | Quarti               | Semifinali | Finale     |            |
| ----- | ---------- | -------------------------------- | -------------------- | -------------------- | -------------------- | -------------------- | ---------- | ---------- | ---------- |
| 63 kg | Maria Dunn | Elina Vaseva (Bulgaria) 0-5, 0-7 |                      |                      |                      |                      |            |            |            |

## Nuoto
| Gara               | Atleta       | Batterie | Batterie | Semifinali | Semifinali | Finale | Finale |
| Gara               | Atleta       | Tempo    | Pos.     | Tempo      | Pos.       | Tempo  | Pos.   |
| ------------------ | ------------ | -------- | -------- | ---------- | ---------- | ------ | ------ |
| 100 m stile libero | Chris Duenas | 52"64    | 59       |            |            |        |        |